# Lugossy László (filmrendező)
Lugossy László (Budapest, 1939. október 23. –) Balázs Béla-díjas magyar filmrendező.

## Életpályája
1957-1961 között a Színház- és Filmművészeti Főiskola operatőr szakán tanult. 1961-től 1962-ig a Híradó- és Dokumentumfilmgyárban a Magyar Híradó operatőre volt. 1962-1964 között a moszkvai Össz-szövetségi Filmművészeti Főiskola rendező szakán tanult, és ugyanekkor a Moszfilm Stúdióban Grigorij Naumovics Csuhraj és Mihail Iljics Romm rendezőasszisztense volt. 1964-ben a Balázs Béla Stúdióban is dolgozott. 1981-1995 között a Filmművészek Szövetségének főtitkára volt. 1982-ben a Berlini Nemzetközi Filmfesztivál zsűritagja volt. 1993-1996 között a Duna Televízió főigazgató-helyettese, 1996-2000 között alelnöke volt.

## Filmjei
- A hetedik napon (1959)
- Egyszerű (1961)
- Különös melódia (1968)
- Azonosítás (1975)
- Csángómagyarok (1975)
- Köszönöm, megvagyunk (1981)
- Szirmok, virágok, koszorúk (1985)
- Kettévágott (1996)
- Észak, észak (1999)

## Díjai
- Berlini Ezüst Medve-díj (1976, 1985)
- Balázs Béla-díj (1988)
- a filmszemle díja (1981, 1985)
- avellinói Arany Vacsora-díj (1985)
- a filmkritikusok díja (1986)
- Érdemes művész (1986)